# Kami wa Game ni Ueteiru
Kami wa Game ni Ueteiru (神は遊戯に飢えている。 Kami wa Gēmu ni Ueteiru?) es una serie de novelas ligeras japonesas escritas por Kei Sazane e ilustradas por Toiro Tomose. Comenzó a serializarse en línea en septiembre de 2020 en el sitio web de publicación de novelas generadas por usuarios de Kadokawa, Kakuyomu. Posteriormente fue publicado por Media Factory desde enero de 2021 bajo su sello MF Bunko J. Una adaptación a manga con arte de Kapiko Toriumi ha sido serializada en la revista de manga seinen Monthly Comic Alive de Media Factory desde agosto de 2021. Una adaptación al anime de Liden Films se estrenó el 1 de abril de 2024.

## Personajes
Fay (フェイ Fei?)
 Seiyū: Nobunaga Shimazaki, Diego Ramora (español latino)
Leoleshea (レオレーシェ Reorēshe?)
 Seiyū: Akari Kitō, Polly Huerta (español latino)
Pearl Diamond (パール・ダイアモンド Pāru Daiamondo?)
 Seiyū: Hina Tachibana, Amellalli Guevara (español latino)
Nel Reckless (ネル・レックレス Neru Rekkuresu?)
 Seiyū: Kanna Nakamura
Miranda (ミランダ?)
 Seiyū: Ami Koshimizu, Ginette Zavala (español latino)
Darks (ダークス Dākusu?)
 Seiyū: Kent Itō, José Luis Piedra(español latino)
Kerlich (ケルリッチ Keruritchi?)
 Seiyū: Miku Itō
Diosa Uroboros
 Seiyū: Miyu Tomita, Ginette Zavala (español latino), Any Cemar (español latino)

## Contenido de la obra

### Novela ligera
La serie escrita por Kei Sazane, comenzó a serializarse en línea en septiembre de 2020 en el sitio web de publicación de novelas generadas por usuarios de Kadokawa, Kakuyomu. Más tarde se publicó como una novela ligera con ilustraciones de Toiro Tomose por Media Factory bajo su sello MF Bunko J a partir del 25 de enero de 2021. Hasta la fecha se han recopilado nueve volúmenes tankōbon.
En la Sakura-Con de 2022, Yen Press anunció que obtuvo la licencia de la serie para su publicación en inglés.

#### Lista de volúmenes
| Volúmenes de novelas ligeras publicadas | Volúmenes de novelas ligeras publicadas | Volúmenes de novelas ligeras publicadas |
| Número                                  | Fecha de lanzamiento                    | ISBN                                    |
| --------------------------------------- | --------------------------------------- | --------------------------------------- |
| 1                                       | 25 de enero de 2021                     | ISBN 978-4-04-680165-4                  |
| 2                                       | 25 de mayo de 2021                      | ISBN 978-4-04-680396-2                  |
| 3                                       | 25 de agosto de 2021                    | ISBN 978-4-04-680700-7                  |
| 4                                       | 25 de enero de 2022                     | ISBN 978-4-04-681098-4                  |
| 5                                       | 25 de agosto de 2022                    | ISBN 978-4-04-681584-2                  |
| 6                                       | 25 de enero de 2023                     | ISBN 978-4-04-682111-9                  |
| 7                                       | 25 de julio de 2023                     | ISBN 978-4-04-682664-0                  |
| 8                                       | 24 de mayo de 2024                      | ISBN 978-4-04-683237-5                  |
| 9                                       | 25 de noviembre de 2024                 | ISBN 978-4-04-683916-9                  |

### Manga
Una adaptación a manga con arte de Kapiko Toriumi comenzó a serializarse en la revista de manga seinen Monthly Comic Alive de Media Factory el 27 de agosto de 2021. Sus capítulos individuales han sido recopilados en cinco volúmenes tankōbon.

#### Lista de volúmenes
| Volúmenes de manga publicados | Volúmenes de manga publicados | Volúmenes de manga publicados |
| Número                        | Fecha de lanzamiento          | ISBN                          |
| ----------------------------- | ----------------------------- | ----------------------------- |
| 1                             | 23 de marzo de 2022           | ISBN 978-4-04-681226-1        |
| 2                             | 21 de abril de 2023           | ISBN 978-4-04-682454-7        |
| 3                             | 23 de abril de 2024           | ISBN 978-4-04-683567-3        |
| 4                             | 23 de mayo de 2024            | ISBN 978-4-04-683637-3        |
| 5                             | 22 de marzo de 2025           | ISBN 978-4-04-684479-8        |

### Anime
El 21 de enero de 2022, una adaptación al anime fue anunciada. El anime está producido por Liden Films, dirigido por Tatsuya Shiraishi y con NTL escribiendo los guiones, con diseños de personajes a cargo de Yoshihiro Watanabe y música compuesta por Gin de Busted Rose. La serie se estrenó el 1 de abril de 2024 en AT-X y otras cadenas. El tema de apertura es «NewGame», interpretado por AliA, mientras que el tema de cierre es «I'm Game!», interpretado por Hina Tachibana. Crunchyroll obtuvo la licencia de la serie fuera de Asia.
El 13 de marzo de 2024, Crunchyroll anunció que la serie había recibido un doblaje en español latino, la cual se estrenó el 1 de abril.